# Edekon
Edekon (auch Edika; † 469 in Pannonien an der mittleren Donau) war ein Fürst der Skiren im 5. Jahrhundert.

## Leben
Die ethnische Herkunft Edekons ist in der Forschung umstritten, da die Quellen keine genauen Aussagen machen bzw. sich teils widersprechen. Der oströmische Diplomat und Geschichtsschreiber Priskos bezeichnete ihn anachronistisch als „Skythen“, was aber den klassischen ethnographischen Vorstellungen spätrömischer griechischer Geschichtsschreiber geschuldet ist, die den Begriff sehr oft topisch für Reitervölker benutzten; andere Quellen bezeichnen ihn als Thüringer (Malchus von Philadelphia) oder als Goten (Theophanes). Wolfram Brandes hat 2009 aufgrund der Berücksichtigung oströmischer/byzantinischer Quellen (wie dem Lexikon Suda) dafür plädiert, Edekon und Odoaker als Angehörige der thüringischen Königsfamilie zu betrachten. (Diesbezüglich hielt schon Helmut Castritius die nur in der Getica des Jordanes genanntenT(h)orcilingi für ein Phantom und eine Verschreibung für T(h)oringi (= Thüringer).) Allerdings fiel der ethnischen Zugehörigkeit in der Spätantike ohnehin kein allzu großer Stellenwert zu, und eine Person konnte durchaus mal als Germane, mal als Hunne bezeichnet werden. Erschwert wird eine genauere Einordnung durch den Umstand, dass nicht zweifelsfrei geklärt werden kann, ob sich die verschiedenen Nennungen des Namens auf dieselbe Person beziehen.
Edekon war ein Vertrauter (logades) des Hunnenkönigs Attila. Er übernahm für diesen auch diplomatische Aufgaben und reiste etwa in den Jahren 448/449 zusammen mit Attilas Sekretär Flavius Orestes nach Konstantinopel. In diesem Zusammenhang ließ er sich bestechen, Attila zu ermorden, verriet dem Hunnenkönig jedoch den Plan. Priskos berichtet, dass Edekon bei den Hunnen ein angesehener Krieger war und zum engsten Kreis Attilas gehörte.
Nach dem Tod Attilas im Jahr 453 fiel Edekon die Führung der Skiren im Karpatenraum zu. Er selbst war anscheinend kein Skire, sondern Thüringer (siehe oben), aber wohl mit einer skirischen Adeligen verheiratet. Edekon verbündete sich mit dem Gepiden Ardarich gegen die Söhne Attilas. Die gepidischen Truppen und ihre Verbündeten siegten in der Schlacht am Nedao (im Jahr 454 oder 455). Im Alföld, der großen ungarischen Tiefebene, errichtete Edekon ein nur kurze Zeit bestehendes Skirenreich. Im Jahr 468 kam es zu Kämpfen mit den Ostgoten, die in Pannonien siedelten und ein skirisches Aufgebot vernichtend schlugen. Edekon schloss sich einer Allianz von Gepiden, Sueben und anderen Stämmen an, die wohl auch vom oströmischen Kaiser Leo I. begünstigt wurde, doch unterlag die anti-gotische Koalition 469 in der Schlacht an der Bolia, in der Edekon fiel.
Das Skirenreich brach zusammen, viele Skiren traten in den römischen Militärdienst. Ein Sohn Edekons, Onoulf, stieg im Ostreich zum magister militum auf, während ein anderer Sohn, Odoaker, in das Westreich ging und im dortigen Militär rasch aufstieg. Odoaker traf dort auf den General Flavius Orestes, dessen Sohn Romulus Augustulus im Jahr 475 als Schattenkaiser eingesetzt wurde. Odoaker tötete Orestes im August 476, setzte Romulus Augustulus ab und erhob sich zum rex Italiae („König Italiens“).